# 津堅信之
津堅 信之（つがた のぶゆき、1968年 - ）は、日本のアニメーション研究者。
専門はアニメーション史、映画史、大衆文化。

## 経歴
兵庫県尼崎市生まれ。近畿大学農学部卒。10年ほどの間、サラリーマン生活をした後、アニメーション研究者に進む。
大阪芸術大学講師、学習院大学大学院講師等を経て、2009年に京都精華大学マンガ学部アニメーション学科准教授、2016年に日本大学藝術学部映画学科講師。2023年にデジタルハリウッド大学特任准教授。

## 著書
- 『日本アニメーションの力　85年の歴史を貫く2つの軸』NTT出版、2004
- 『アニメーション学入門』平凡社新書、2005
  - 『新版 アニメーション学入門』平凡社新書、2017
- 『アニメ作家としての手塚治虫　その軌跡と本質』NTT出版、2007
- 『日本初のアニメーション作家 北山清太郎』臨川書店〈ビジュアル文化シリーズ〉、2007
- 高橋光輝 共編『アニメ学』NTT出版、2011
- 『テレビアニメ夜明け前　知られざる関西圏アニメーション興亡史』ナカニシヤ出版、2012
- 『日本のアニメは何がすごいのか　世界が惹かれた理由』祥伝社新書、2014
- 『ディズニーを目指した男 大川博 忘れられた創業者』日本評論社、2016
- 『新海誠の世界を旅する　光と色彩の魔術』平凡社新書、2019
- 『京アニ事件』平凡社新書、2020
- 『日本アニメ史－手塚治虫、宮崎駿、庵野秀明、新海誠らの100年』中公新書、2022